# 替格瑞洛
替格瑞洛（INN：ticagrelor）商品名倍林达（Brilinta）、百無凝，是一种血小板聚集抑制剂，可用于预防急性冠状动脉综合征患者发生中风、心肌梗死。替格瑞洛外形为圆形、双凸、黄色包衣片，一面刻有“T”，其上方刻有“90”字样，另一面光滑，含90mg的替格瑞洛。
替格瑞洛临床疗效和安全性已得到血小板抑制和患者后果结局研究（PLATO研究）及其多项亚组研究2-11的验证和支持。PLATO研究也显示替格瑞洛的疗效明显优于氯吡格雷，所以被国内外多个指南列于一线推荐，且欧洲指南更是在近两年将替格瑞洛的推荐级别列于氯吡格雷之前，在替格瑞洛不能使用的患者中才能使用氯吡格雷。由于替格瑞洛与噻吩并吡啶类药物（氯吡格雷）是一种不同化学分类的药物，因此将之前的中文用名“替卡格雷”更换为“替格瑞洛”。

## 简介
替格瑞洛是一种环戊基三唑嘧啶类（CPTP）口服抗血小板药物，ATC代码为B01AC24。该药物最早由阿斯利康研发，于2011年7月在美国上市。替格瑞洛为非前体药，无须经肝脏代谢激活即可直接起效，与P2Y12 ADP受体可逆性结合。PLATO研究结果显示，替格瑞洛治疗12个月在不增加主要出血的情况下，较氯吡格雷进一步显著降低急性冠脉综合征（ACS）患者的心血管死亡/心肌梗死/卒中复合终点事件风险达16%，同时显著降低心血管死亡达21%。基于替格瑞洛治疗给ACS患者带来的获益，已有相关医学指南均推荐，替格瑞洛用于ACS患者的抗血小板治疗。而在欧洲心脏病协会的两个权威指南（2011年ESC NSTE-ACS 指南和2012年的STEMI指南）中更是指出，在不能接受替格瑞洛治疗的患者中才能使用氯吡格雷，也充分显示了对于新药进一步降低死亡率的认可。

## 药理毒理

### 药效学特性
替格瑞洛，为化学分类环戊基三唑嘧啶（CPTP）的一员， CPTP是一种选择性二磷酸腺苷（ADP）受体拮抗剂，作用于P2Y12ADP受体，以抑制ADP介导的血小板活化和聚集，与噻吩并吡啶类药物（如氯吡格雷）的作用机制相似。但不同的是，替格瑞洛与血小板P2Y12 ADP受体之间的相互作用具有可逆性，没有构象改变和信号传递，并且在停药后血液中的血小板功能也随之快速恢复。基于替格瑞洛与噻吩并吡啶类药物是一种不同化学分类的药物，因此将之前的中文用名“替卡格雷”更换为“替格瑞洛”。
ONSET/OFFSET研究中接受阿司匹林治疗的稳定性冠心病患者中，替格瑞洛显示出快速起效的药理作用，替格瑞洛180mg负荷剂量给药0.5小时后平均血小板聚集抑制（IPA）达41%，给药2－4小时后达到最大的IPA作用89%，此作用可保持2－8小时。

### 临床试验
目前验证替格瑞洛的临床疗效和安全性主要来自于PLATO研究。该研究是一项国际多中心、随机、双盲，双模拟，平行、事件驱动的临床Ⅲ期研究，入组的18624例ACS患者涵盖了全体ACS患者类型（不稳定性心绞痛、非ST段抬高心肌梗死和ST段抬高心肌梗死），及初始接受药物治疗或用经皮冠状动脉介入治疗（PCI），或用冠状动脉旁路移植术（CABG）治疗的患者。头对头地比较了替格瑞洛（负荷剂量180 mg，此后90 mg每日2次）和氯吡格雷（负荷剂量300～600 mg，此后75 mg，每日1次）用于ACS患者的抗血小板治疗的疗效与安全性。
结果显示，在每日使用阿司匹林的背景下，与氯吡格雷相比，替格瑞洛治疗12个月显著降低心血管死亡/心肌梗死/卒中复合终点事件风险达16%，获益主要出现在心血管死亡、心肌梗死这两项指标上，其相对风险分别下降21%和16%。此外，在治疗早期即出现效果（30天时绝对风险下降[ARR]1.0%，相对风险下降[RRR]12%），并且疗效在整个12个月内持续存在。这表明ACS患者使用替格瑞洛治疗长达12个月是合适的。在PLATO研究的基础上还进行了多项的亚组分析，包括体重、性别、糖尿病病史、短暂性缺血发作或非出血性卒中、或血运重建、合并用药治疗、指示事件的最终诊断和随机时拟进行的治疗途径。这些研究的结果一致证明替格瑞洛的治疗作用优于氯吡格雷2-11。在安全性方面，替格瑞洛组和氯吡格雷组的主要出血发生率相似（分别为11.6%和11.2%，P=0.43）。
根據2019年一項藥物比對的臨床研究，與替格瑞洛相比，另一款同樣為P2Y12受體拮抗劑的急性冠狀動脈症候群藥物：普拉格雷在一年內對於ACS併發的猝死、心肌梗塞、中風等事件，具有顯著意義上較良好的藥效。

### 毒理学数据
基于常规安全药理学、单次及重复剂量毒理和潜在遗传毒性研究，替格瑞洛及主要代谢产物的临床前数据未显示对人体存在无法接受的不良反应风险。

## 药代动力学特性
替格瑞洛的药代动力学呈线性，直至1260mg，替格瑞洛和活性代谢产物（AR C124910XX）暴露量与剂量基本成正比。替格瑞洛口服后迅速吸收，中位tmax约为1.5小时。由于替格瑞洛为非前体药物，直接作用于P2Y12受体，无须经肝脏代谢激活，可快速生成其主要循环代谢产物AR-C124910XX。药物本身及其代谢产物均有活性，因此不但可快速且强效地抑制ADP介导的血小板聚集，且有效性不受肝脏CYP 2C19基因多态性影响。这一点在临床上非常重要，因为氯吡格雷是一种前体药物，须在肝内通过肝细胞色素P450酶（CYP）的作用下经两步代谢为活性代谢产物方可发挥抑制血小板效应。因此，基因多态性是造成氯吡格雷反应变异性的主要原因之一，导致其抗血小板效应难以预测。而CYP2C19*2等位基因在人群中普遍存在，中国多项调查显示，其在人群中的存在率约在25%~35%之间。
替格瑞洛主要通过肝代谢消除。通过服用放射标记的替格瑞洛，测得放射物的平均回收率约为84%（粪便中含有58%，尿液中含有26%）。替格瑞洛的平均t1/2约为7小时，活性代谢产物为9小时。。

## 适应症
替格瑞洛用于急性冠脉综合征（不稳定性心绞痛、非ST段抬高心肌梗死或ST段抬高心肌梗死）患者，包括接受药物治疗和经皮冠状动脉介入（PCI）治疗的患者，降低血栓性心血管事件的发生率。与氯吡格雷相比，替格瑞洛可以降低心血管死亡、心肌梗死或卒中复合终点的发生率，两治疗组之间的差异来源于心血管死亡和心肌梗死，而在卒中方面无差异。
在ACS患者中，对替格瑞洛与阿司匹林联合用药进行了研究。结果发现，阿司匹林维持剂量大于100mg会降低替格瑞洛减少复合终点事件的临床疗效，因此，阿司匹林的维持剂量不能超过每日100mg。

## 用法用量
口服。替格瑞洛可在饭前或饭后服用。替格瑞洛起始剂量为单次负荷量180mg（90 mg×2片），此后每次1片（90mg），每日两次。 除非有明确禁忌，替格瑞洛应与阿司匹林联合用药。在服用首剂负荷阿司匹林后，阿司匹林的维持剂量为每日1次，每次75～100mg。
已经接受过负荷剂量氯吡格雷的ACS患者，可以开始使用替格瑞洛。
治疗中应尽量避免漏服。如果患者漏服了一剂，应在预定的下次服药时间服用一片90mg（患者的下一个剂量）。
替格瑞洛的治疗时间可长达12个月，除非有临床指征需要中止替格瑞洛治疗(例如進行手術或大出血的風險)。超过12个月的用药经验目前尚有限。急性冠脉综合征患者过早中止任何抗血小板药物（包括替格瑞洛）治疗，可能会使基础病引起的心血管死亡或心肌梗死的风险增加，因此，应避免过早中止治疗。但目前認為阿司匹靈合用替格瑞洛在3個月後，可停用阿司匹靈，可降低更多不良反應。
臨床試驗證實了急性冠狀動脈綜合症狀患者應用阿司匹靈聯合Clopidogrel治療的益處。但在美國，Clopidogrel依然是最常使用的P2Y12註2抑製劑，但事實上已在試驗中證明治療方面，下一代P2Y12抑製劑（例如prasugrel 或 替格瑞洛）比Clopidogrel來得好，因此在歐洲和美國的臨床建議均支持使用更加有效的下一代P2Y12抑製劑。這些藥物的起效時間快，其血小板的抑制作用更有效且更容易預測，並且藥物之間相互影響情形較少。對於病人及醫生的評估較有幫助，因此在非STE急性冠狀動脈綜合症狀治療中已經優先建議使用prasugrel 或替格瑞洛作為所有急性冠狀動脈綜合症狀患者的治療首選。
相比prasugrel ，替格瑞洛停藥率高（原因有可能與ticagrelor相關的副作用，如呼吸困難），所以並不能完整地去比較兩者用藥情形，但ESC指南仍建議，對於接受PCI註3的非STE急性冠脈綜合症狀患者，應建議使用prasugrel，而不是ticagrelor。

## 不良反应
在1万例患者中对替格瑞洛片的安全性进行了评价，其中包括治疗期超过1年的3千多例患者。在替格瑞洛治疗的患者中，最常报告的不良反应为呼吸困难、挫伤和鼻出血，这些事件的发生率高于氯吡格雷组患者。
其他常见不良反应为：胃肠道出血，皮下或真皮出血，瘀斑以及操作部位出血，偶见不良反应为：颅内出血、头晕头痛、眼出血、咯血、呕血、胃肠道溃疡出血、痔疮出血、胃炎、口腔出血、呕吐、腹泻、腹痛、恶心、消化不良、瘙痒、皮疹及尿道和阴道出血、操作后出血；罕见不良反应为：高尿酸血症、意识混乱、感觉异常、耳出血、眩晕、腹膜后出血、便秘、关节积血、血肌酐升高、伤口出血、创伤性出血。在PLATO研究中，替格瑞洛组急性期出现室性间歇的患者为6.0%；1个月后室性间歇的发生率为2.2%。

## 禁忌症
对替格瑞洛或替格瑞洛任何辅料成分过敏者；活动性病理性出血（如消化性溃疡或颅内出血）的患者；有颅内出血病史者；中、重度肝脏损害患者；因联合用药可导致替格瑞洛的暴露量大幅度增加，禁止替格瑞洛片与强效CYP3A4抑制剂（如： 酮康唑、克拉霉素、奈法唑酮、利托那韦和阿扎那韦）联合用药。

## 注意事项
有出血倾向（例如近期创伤、近期手术、凝血功能障碍、活动性或近期胃肠道出血）的患者慎用替格瑞洛。
在服用替格瑞洛片后24小时内联合使用其它可能增加出血风险药品（例如：用非甾体抗炎药、口服抗凝血药和/或纤溶剂）的患者，慎用替格瑞洛。对于实施择期手术的患者，如果抗血小板药物治疗不是必须的，应在术前7天停止使用替格瑞洛。心动过缓事件风险很大的患者（例如患有病态窦房结综合征、2度或3度房室传导阻滞或心动过缓相关晕厥但未装起搏器的患者）需要谨慎使用替格瑞洛。有哮喘和/或COPD病史的患者应慎用替格瑞洛。应避免中断替格瑞洛片治疗。如果必须暂时停用替格瑞洛（如治疗出血或择期外科手术），则应尽快重新开始给予治疗。停用替格瑞洛将会增加心肌梗死、支架血栓和死亡的风险。